# 德赛
德赛（法語：Deshaies，法語發音：[deɛ]）是法国海外省瓜德罗普的一个市镇，属于巴斯特尔区。

## 地名
该市镇得名于玛丽-加朗特岛岛主罗贝尔·德赛（Robert Deshaies）。值得注意的是，“Deshaies”一名中的字母“s”不发音，然而《世界人名翻譯大辭典》将人名“Deshaies”译作“德赛”，而《世界地名翻译大辞典》与《世界地名译名词典》亦将该地名译作“德赛”。

## 地理
德赛（16°18'25"N, 61°47'39"W）面积31.1 平方千米，位于法国海外省瓜德罗普。
与德赛接壤的市镇（或旧市镇、城区）包括：圣罗斯、潘特努瓦尔。
德赛的时区为UTC−04:00（大西洋时区）。

## 行政
德赛的邮政编码为97126，INSEE市镇编码为97111。

## 政治
德赛所属的省级选区为圣罗斯第一县。

## 人口

1962-2008年间德赛人口变化图示

德赛于2022年1月1日时的人口数量为3792人。